# اقتصاد مراکش

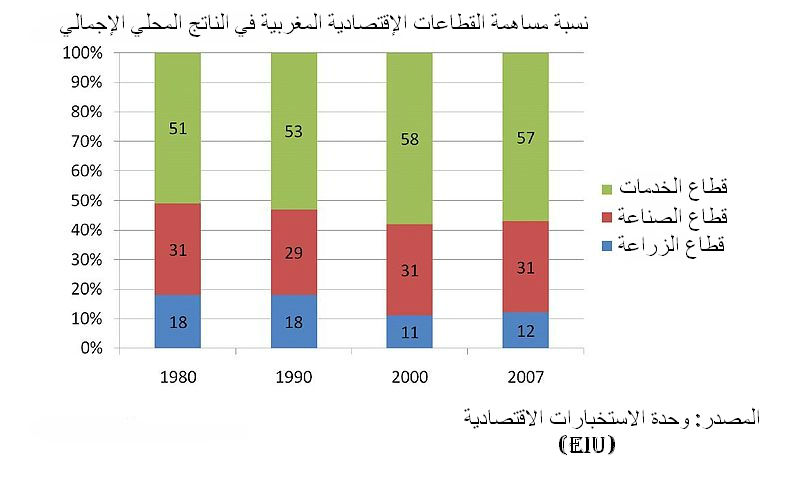
اقتصاد مراکش

## مغرب از نگاه آمار
مقدمه: کشور مراکش یا مغرب کشوری است که در شمال دریای مدیترانه و در غرب اقیانوس اطلس آن را احاطه کرده‌است. وجود سواحل بیش از ۳۵۰۰ کیلومتری آن این کشور را از منابع عظیم دریایی و تجمع گونه‌های مختلف ماهیان بهره‌مند نموده و شرایط ممتازی را برای این کشور به وجود آورده‌است. هم‌اکنون مغرب در زمینه صادرات انواع ماهی مانند ساردین و نرم تنانی همچون هشت پا به اروپا، آمریکا و آسیا فعالیت دارد. اقتصاد مغرب بر چند عنصر ماهیگیری، کشاورزی، تجارت و صنعت گردشگری متمرکز است.
خاک کشور مغرب با توجه به آب هوای معتدلش و بارندگی در زمینه کشاورزی بسیار مستعد می‌باشد. مناطق مرکزی و شمالی این کشور مملو از درختان زیتون و میوه‌است و در واقع این شرایط کشور مغرب را به یکی از صادر کنندگان عمده زیتون، تبدیل کرده‌است، میوه و سبزیجات نیز از اقلام دیگر صادراتی این کشور می‌باشد.
مغرب با فاصله‌ای کمتر از ۱۵ کیلومتر بر روی دریا به جنوب کشور اسپانیا و در واقع قاره اروپا متصل می‌شود و همین امر باعث گردیده این کشور به عنوان پلی دو قاره آفریقا و اروپا را به یکدیگر متصل نماید. این کشور یکی از شرکای تجاری اروپا علی‌الخصوص فرانسه می‌باشد، عواملی همچون نزدیکی راه، زبان مشترک و قوانین جاری و از همه مهم‌تر اراده سیاسی این امر را تسهیل نموده‌است.
شاخص‌های اقتصادی:
- جمعیت: ۳۲۷۲۵۸۴۷
- مساحت: ۷۱۰۸۵۰ کیلومتر مربع بانضمام صحرای غربی
- میزان شهرنشینی: ۵۰٪
- تولید ناخالص داخلی GDP:
- _ ۱۳۸٫۳ میلیارد دلار در سال ۲۰۰۵
- - درصد رشد:
- ۴/۴٪ - ۲۰۰۴
- ۴/۲٪ - ۲۰۰۵، پیش‌بینی می‌شود با تحولات اقتصادی در این کشور این میزان در سال ۲۰۰۶ به ۱/۵ ٪ افزایش یابد.
- - اهداف و اولویتهای دولت در زمینه توسعه اقتصادی:

کشاورزی، صنایع و گردشگری
- - ترکیب واحدهای دخیل در تولید ناخالص داخلی:
- + کشاورزی:
- ۲۱٪ در سال ۲۰۰۴
- + صنعت:
- ۳۵/۸٪در سال ۲۰۰۴
- + خدمات:
- ۴۳٪ در سال ۲۰۰۴
- ملاحظه: در این ترکیب در بخش صنعت و خدمات در سال ۲۰۰۴ افزایش بوده و در بخش کشاورزی سال ۲۰۰۴ نسبت به ۲۰۰۳، ۷/۱ درصد بعلت خشکسالی کاهش داشته اما سال ۲۰۰۵، با توجه به بارش باران و بهبود وضعیت کشاورزی هم‌اکنون غلات نسبت به سال گذشته با افزایش ۶ تنی روبروست.
- - درآمد یا مصرف بر حسب درصد سهم موجود در سال ۲۰۰۴:
- + بیشترین: ۱۰٪ الی ۹/۳۰٪
- + کمترین: ۶/۲٪ الی ۱۰٪
- - نرخ تورم (قیمتهای مصرفی):
- ۲٫۱٪ در سال ۲۰۰۵ (آمار غیررسمی حدود ۱/۵٪)
- - نیروی کار:
- + ۱۱/۰۲ میلیون نفر ۲۰۰۴
- - تقسیم نیروی کار شاغل:
- + خدمات: ۴۵٪
- + صنعت: ۱۵٪
- + کشاورزی: ۴۰٪
- - نرخ بیکاری: ۱/۱۲٪، ۲۰۰۴
- ملاحظه: این آمار رسمی است، اما رقم ۱۹ درصد نیز به صورت غیررسمی اعلام شده‌است. لازم است ذکر شود که این محاسبه بدون در نظر گرفتن شغل‌های کاذبی است که در مغرب رواج دارد.
- - جمعیت زیر خط فقر: حدود ۱۹٪ در سال ۲۰۰۴
- - بودجه:
- + سال ۲۰۰۴ حدود ۱۳۰ میلیارد درهم
- + سال ۲۰۰۵ معادل ۱۶۰ میلیارد درهم
- + سال ۲۰۰۶ معادل ۵/۱۶۶ میلیارد درهم
- ملاحظه: بودجه سال ۲۰۰۶ با ۴/۴٪ افزایش نسبت به سال گذشته اخیراً به تصویب مجلس این کشور رسید.
- - کسری بودجه:
- + ۳٫۵٪ در سال ۲۰۰۵ تا توجه به خشکسالی سال گذشته
- - پول رایج کشور: درهم
- - نرخ برابری ارز:
- + ۸٫۵ درهم
- این نرخ در نوسان می‌باشد در ابتدای سال میلادی یک دلار برابر با ۹ درهم محاسبه می‌شد.
- - سال مالی: تقویم میلادی
- - میانگین توسعه اقتصادی: ۳٪
- - سرمایه‌گذاری ناخالص تعیین شده: ۴/۲۲٪ تولید ناخالص داخلی
- - انرژی:
- - میزان تولید برق:
- + ۳۵ /۱۳ میلیارد کیلووات ساعت در سال ۲۰۰۴
- + ۱۳/۹۱ میلیارد کیلو وات ساعت در سال ۲۰۰۵
- - میزان مصرف برق: ۲۴/۱۴ میلیارد کیلووات ساعت
- - میزان واردات برق: ۳/۱ میلیارد کیلو وات ساعت

ملاحظه: صادرات برق ندارد.
- - ذخایر طبیعی (بر اساس آمار منتشره در سال ۲۰۰۴)
- - نفت: ۳۰۰ میلیون بشکه
- + تولید نفت: در مناطق فاس و صویره
- + مصرف نفت: روزانه حدود ۱۶۷ هزار بشکه
- - گاز: ۴/۶۶۵ میلیون متر مکعب
- + مصرف گاز: ۵۰ میلیون متر مکعب
- معادن موجود:
- - فسفات: حدود ۲۳ هزار تن
- - نقره: ۲۰۰ هزار تن
- - سنگ آهن: حدود ۴ هزار تن
- - روی: ۱۳۶ هزار تن
- - سرب: ۵۵ هزارتن
- - مس: ۵/۱۷ هزار تن
- - محصولات کشاورزی:
- - زیتون: حدود ۶۵۰ هزار تن
- - حبوبات: ۲۳۵۰ هزارqx
- - لبنیات: ۲۴۴۵ میلیون لیتر
- - مرکبات: ۱۳۱۵ هزار تن
- - گوشت گاو، گوسفند و طیور: ۳۱۲ هزار تن قرمز و ۳۲۰ هزار تن سفید بدون ماهی
- - چغندر قند :۲۷۵۰ هزار تن
- - گندم: ۸۵۵۰۰ هزار qx
- - برنج: ۸۱ هزار qx
- - جو وسویا: ۲۶۲۰۳ هزارqx
- - حجم تجارت خارجی: ۶۲/۲۷ میلیارد دلار
- - واردات:
- - حجم واردات:
- + ۱۵٫۶۳ میلیارد دلار فوب، ۲۰۰۴
- + ۱۸٫۱۵ میلیارد دلار فوب، ۲۰۰۵
- - تنوع واردات:
- نفت خام، گاز، گندم، مواد شیمیایی، ماشین آلات، گوگرد، لوازم الکترنیکی، روغن نباتی، آهن و فولاد به صورت کابل، شمش و ورق، شکر، لوازم خانگی و مواد پلاستیک.
- - صادرات:
- + حجم صادرات:
- + ۹٫۷۵ میلیارد دلار فوب، ۲۰۰۴
- + ۹٫۴۸ میلیارد دلار فوب، ۲۰۰۵
- - تنوع صادرات:
- فسفات، اسید فسفریک، محصولات دریایی، کشاورزی (میوه و سبزیجات)، سرب، مس و روی و منسوجات
- - شرکای اصلی تجاری در امور صادرات و واردات:
- (میزان صادرات و واردات)
- - صادرات:
- فرانسه ۵/۳۷٪
- اسپانیا ۴/۱۶٪
- انگلستان ۱/۵٪
- - واردات:
- فرانسه ۳۰٪
- اسپانیا۴/۱۶٪
- ایتالیا۴/۵٪
- چین ۳/۵٪
- آلمان ۱/۵٪
- عربستان ۷/۴٪
- - ذخایر ارز و طلا: ۶۱/۱۵ میلیارد دلار، ۲۰۰۵ *- بدهی‌های خارجی:
- + ۱۷٫۷ میلیارد دلار، ۲۰۰۵
- - کشورهای اعطاکننده کمک‌های خارجی: اتحادیه اروپا، کشورهای عربی حاشیه خلیج فارس، سازمان‌های پولی مجموعاً ۵۷۰

میلیون دلاردر سال ۲۰۰۴
- - حجم سرمایه‌گذاری‌های خارجی:
- - میزان سرمایه‌گذاری خارجی: از مارس ۲۰۰۵ تا کنون حدود

۱۵/۵ میلیارد درهم
- (این مبلغ نسبت به سال گذشته خود حدود ۵/۷ میلیارد افزایش داشته‌است)
- + درآمد حاصله از اشتغال بکار مغربی‌ها در خارج: ۲ میلیارد دلار در سال
- - ارتباطات در سال ۲۰۰۴:
- - تعداد خطوط تلفن در حال بهره‌برداری :۱۲۱۹۲۰۰ شماره
- - تعداد خطوط تلفن همراه: ۷۳۳۲۸۰۰ شماره
- - تعداد ایستگاه‌های رادیویی: ای ام ۲۷ ایستگاه، اف ام ۲۵ *ایستگاه و موج کوتاه ۶ ایستگاه
- - تعداد ایستگاه‌های تلویزیونی: ۴۰ ایستگاه
- - تعداد سرویس دهندگان اینترنت : تنها شرکت اتصالات مغرب است.
- - تعداد سرویس گیرندگان اینترنت : حدود ۸۰۰ هزار نفر
- - حمل ونقل سال ۲۰۰۵:
- - راه‌آهن: ۱۹۰۷ کیلومتر شامل ۱۰۰۰ کیلومتر ریل برقی
- - بزرگراه‌ها: ۵۷۰۷ کیلومتر (چند پروژه در حال ساخت وجود دارد)
- - راه آبی: به اروپا، آسیا و آمریکا خط کشتیرانی تجاری و به اروپا مسافربری
- - خطول لوله نفت و گاز: ۲۸۵ کیلومتر نفت و ۶۹۵ کیلومتر گاز
- - ناوگان تجاری: ۴۱ فروند
- + انواع کشتی‌ها: ۶ فروند کارگو، ۱۳ فروند کارگو - مسافری، ۶ تانکر شیمیایی، ۱ تانکر نفتی، ۲ کارگو یخچالی، ۸ کانتینر و ۵ متفرقه.
- + کشتی‌های خارجی در اختیار: فرانسه ۱ کشتی، آلمان ۲ کشتی، انگلیس ۱ کشتی و سویس دو کشتی.
- - منطقه ماهیگیری: در تمام سواحل شمالی و غربی مغرب ماهیگیری می‌شود.
- - فرودگاه‌های مهم: کازابلانکا، مراکش، طنجه، فاس، اقادیر و رباط.

منبع: برگرفته و ترجمه از وبگاه سیا